# Karel Skalický
Karel Skalický (* 20. Mai 1934 in Hluboká nad Vltavou) ist ein tschechischer römisch-katholischer Theologe.

## Leben
Er emigrierte nach Rom, lehrte Theologie an der Lateranuniversität und gab seit 1967 die Exilzeitschrift Studie heraus. Seit 1994 ist er Dozent am tschechischen Hochschulcampus, Professor und Leiter des Lehrstuhls für Systematische Theologie an der Theologischen Fakultät der Universität Südböhmen.

## Schriften (Auswahl)
- Kritika kultu osobnosti. London 1984, ISBN 0-946352-08-9.
- V zápase s posvátnem. Náboženství v religionistickém bádání. Brno 2005, ISBN 80-7325-054-3.
- Církev v Evropě, Evropa v církvi. Teologický vhled do dějin Evropy prismatem svobody a revoluce. Svitavy 2018, ISBN 978-80-86885-43-8.
- Revolvit lapidem. Projevy z let 1966–2019. Svitavy 2019, ISBN 978-80-86885-45-2.